# Lévignac (Haute-Garonne)
Lévignac-sur-Save redirige ici.
Lévignac (nommée également Lévignac-sur-Save non officiellement) est une commune française située dans le nord du département de la Haute-Garonne, en région Occitanie.
Sur le plan historique et culturel, la commune est dans le pays de Rivière-Verdun, un petit pays d'élection de l'est de la Gascogne, à l'écart des grandes voies de communication, et s'étageant sur les terrasses de la rive gauche de la Garonne, entre la vallée de la Save et la Lomagne, et se prolongeant en Gascogne toulousaine. Exposée à un climat océanique altéré, elle est drainée par la Save, le ruisseau de Cérès et par divers autres petits cours d'eau. La commune possède un patrimoine naturel remarquable composé d'une zone naturelle d'intérêt écologique, faunistique et floristique. Une partie de la forêt de Bouconne est située sur le territoire de la commune.
Lévignac est une commune rurale qui compte 2 206 habitants en 2022, après avoir connu une forte hausse de la population depuis 1975. Elle appartient à l'unité urbaine de Lévignac et fait partie de l'aire d'attraction de Toulouse. Ses habitants sont appelés les Lévignacais ou  Lévignacaises.
Le patrimoine architectural de la commune comprend deux  immeubles protégés au titre des monuments historiques : la maison du Barry, classée en 1980, et le télégraphe Chappe, inscrit en 1992.

## Géographie

### Localisation
La commune de Lévignac se trouve dans le département de la Haute-Garonne, en région Occitanie.
Sur le plan historique et culturel, Lévignac fait partie du pays toulousain, une ceinture de plaines fertiles entrecoupées de bosquets d'arbres, aux molles collines semées de fermes en briques roses, inéluctablement grignotée par l'urbanisme des banlieues.
Elle se situe à 21 km à vol d'oiseau de Toulouse, préfecture du département, et à 8 km de Léguevin, bureau centralisateur du canton de Léguevin dont dépend la commune depuis 2015 pour les élections départementales.
La commune fait en outre partie du bassin de vie de Toulouse.
Les communes les plus proches sont : 
Menville (1,3 km), Lasserre-Pradère (3,6 km), Montaigut-sur-Save (4,1 km), Bretx (4,3 km), Saint-Paul-sur-Save (4,4 km), Le Castéra (4,6 km), Mérenvielle (5,2 km).
Lévignac est limitrophe de neuf autres communes, dont deux par un quinquepoint.
| Menville         | Saint-Paul-sur-Save | Montaigut-sur-Save                      |
| Le Castéra       | Lévignac            | Daux, Mondonville (par un quinquepoint) |
| Lasserre-Pradère | Lasserre-Pradère    | Pibrac                                  |

### Géologie et relief
La superficie de la commune est de 1 222 hectares ; son altitude varie de 123  à   235 mètres.

### Hydrographie

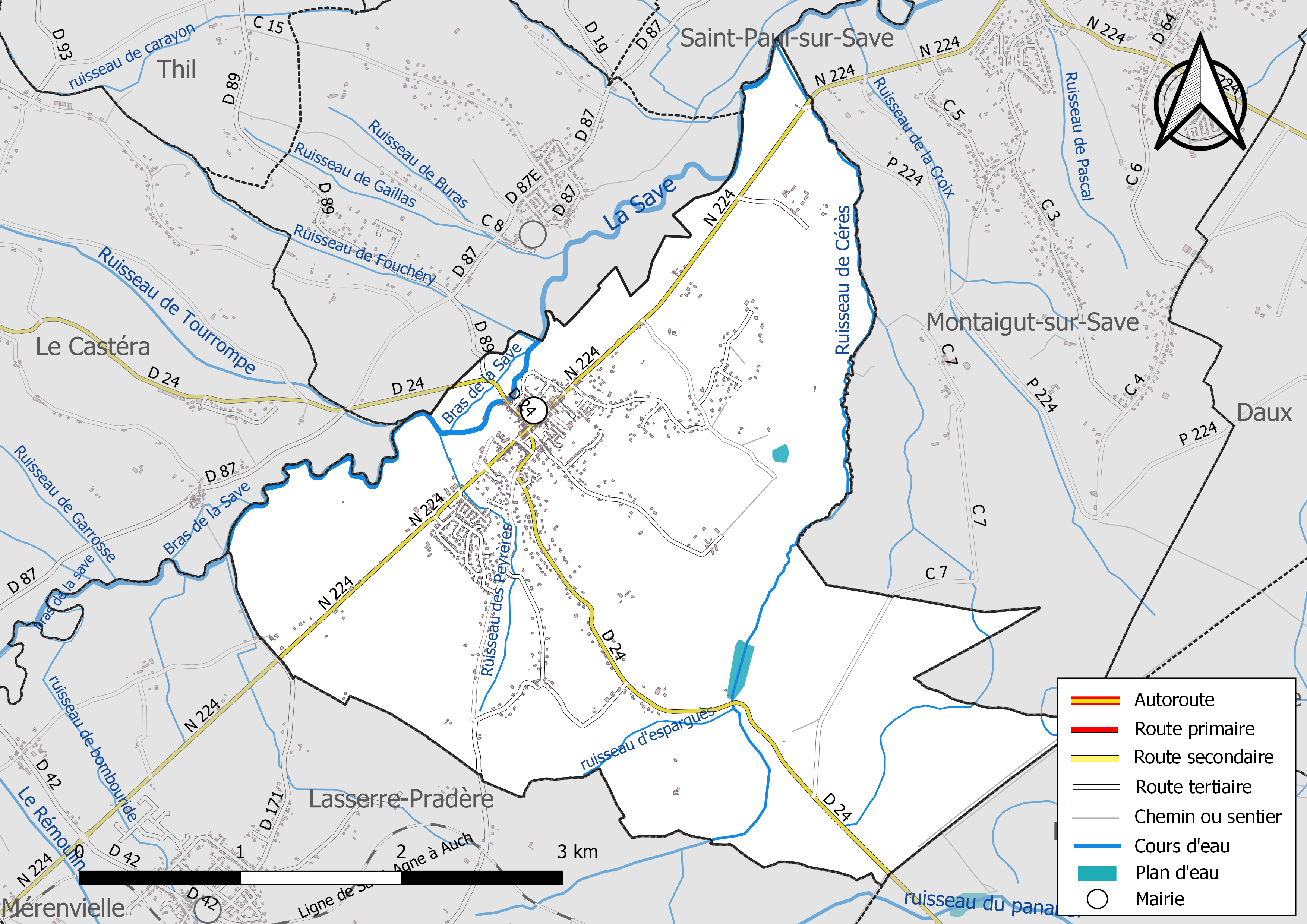
Réseaux hydrographique et routier de Lévignac.

La commune est dans le bassin de la Garonne, au sein du bassin hydrographique Adour-Garonne. Elle est drainée par la Save, le ruisseau de Cérès, un bras de la Save, un bras de la Save, le ruisseau de Fouchéry, le ruisseau d'esparguès, le ruisseau des Peyrères et par deux petits cours d'eau, constituant un réseau hydrographique de 13 km de longueur totale,.
La Save, d'une longueur totale de 143 km, prend sa source dans la commune de Lannemezan (65) et s'écoule du sud-ouest vers le nord-est. Elle traverse la commune et se jette dans la Garonne à Grenade, après avoir traversé 46 communes.

### Climat
Pour des articles plus généraux, voir Climat de l'Occitanie et Climat de la Haute-Garonne.
En 2010, le climat de la commune est de type climat du Bassin du Sud-Ouest, selon une étude s'appuyant sur une série de données couvrant la période 1971-2000. En 2020, Météo-France publie une typologie des climats de la France métropolitaine dans laquelle la commune est exposée à un climat océanique altéré et est dans la région climatique Aquitaine, Gascogne, caractérisée par une pluviométrie abondante au printemps, modérée en automne, un faible ensoleillement au printemps, un été chaud (19,5 °C), des vents faibles, des brouillards fréquents en automne et en hiver et des orages fréquents en été (15 à 20 jours).
Pour la période 1971-2000, la température annuelle moyenne est de 12,9 °C, avec une amplitude thermique annuelle de 15,8 °C. Le cumul annuel moyen de précipitations est de 748 mm, avec 9,8 jours de précipitations en janvier et 6 jours en juillet. Pour la période 1991-2020, la température moyenne annuelle observée sur la station météorologique la plus proche, située sur la commune de Blagnac à 16 km à vol d'oiseau, est de 14,2 °C et le cumul annuel moyen de précipitations est de 627,0 mm,. Pour l'avenir, les paramètres climatiques de la commune estimés pour 2050 selon différents scénarios d'émission de gaz à effet de serre sont consultables sur un site dédié publié par Météo-France en novembre 2022.

### Milieux naturels et biodiversité

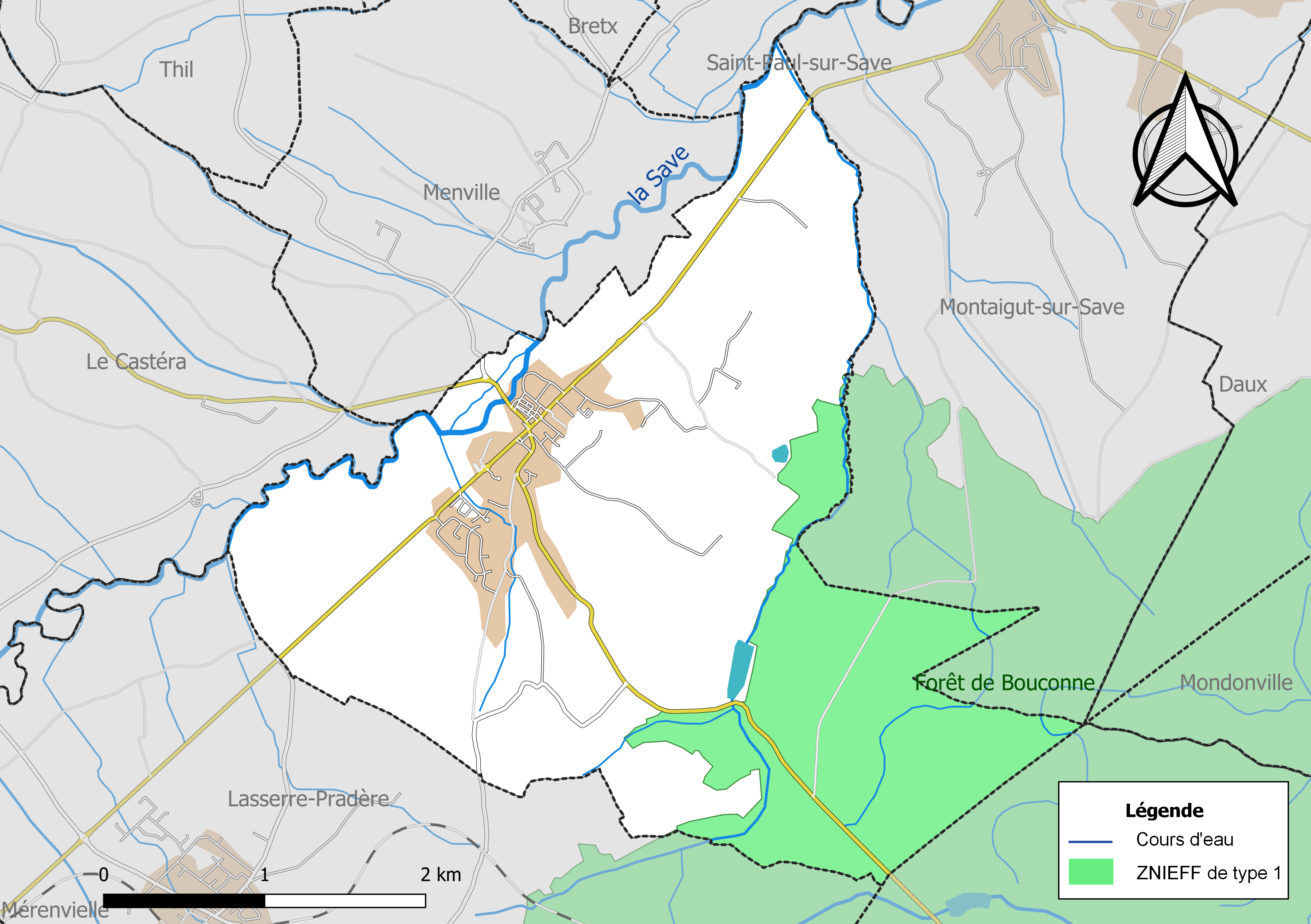
Carte de la ZNIEFF de type 1 localisée sur la commune.

L’inventaire des zones naturelles d'intérêt écologique, faunistique et floristique (ZNIEFF) a pour objectif de réaliser une couverture des zones les plus intéressantes sur le plan écologique, essentiellement dans la perspective d’améliorer la connaissance du patrimoine naturel national et de fournir aux différents décideurs un outil d’aide à la prise en compte de l’environnement dans l’aménagement du territoire.
Une ZNIEFF de type 1 est recensée sur la commune :
la « forêt de Bouconne » (2 868 ha), couvrant 10 communes dont neuf dans la Haute-Garonne et une dans le Gers.

## Urbanisme

### Typologie
Au 1er janvier 2024, Lévignac est catégorisée bourg rural, selon la nouvelle grille communale de densité à sept niveaux définie par l'Insee en 2022.
Elle appartient à l'unité urbaine de Lévignac, une unité urbaine monocommunale constituant une ville isolée,. Par ailleurs la commune fait partie de l'aire d'attraction de Toulouse, dont elle est une commune de la couronne,. Cette aire, qui regroupe 527 communes, est catégorisée dans les aires de 700 000 habitants ou plus (hors Paris),.

### Occupation des sols

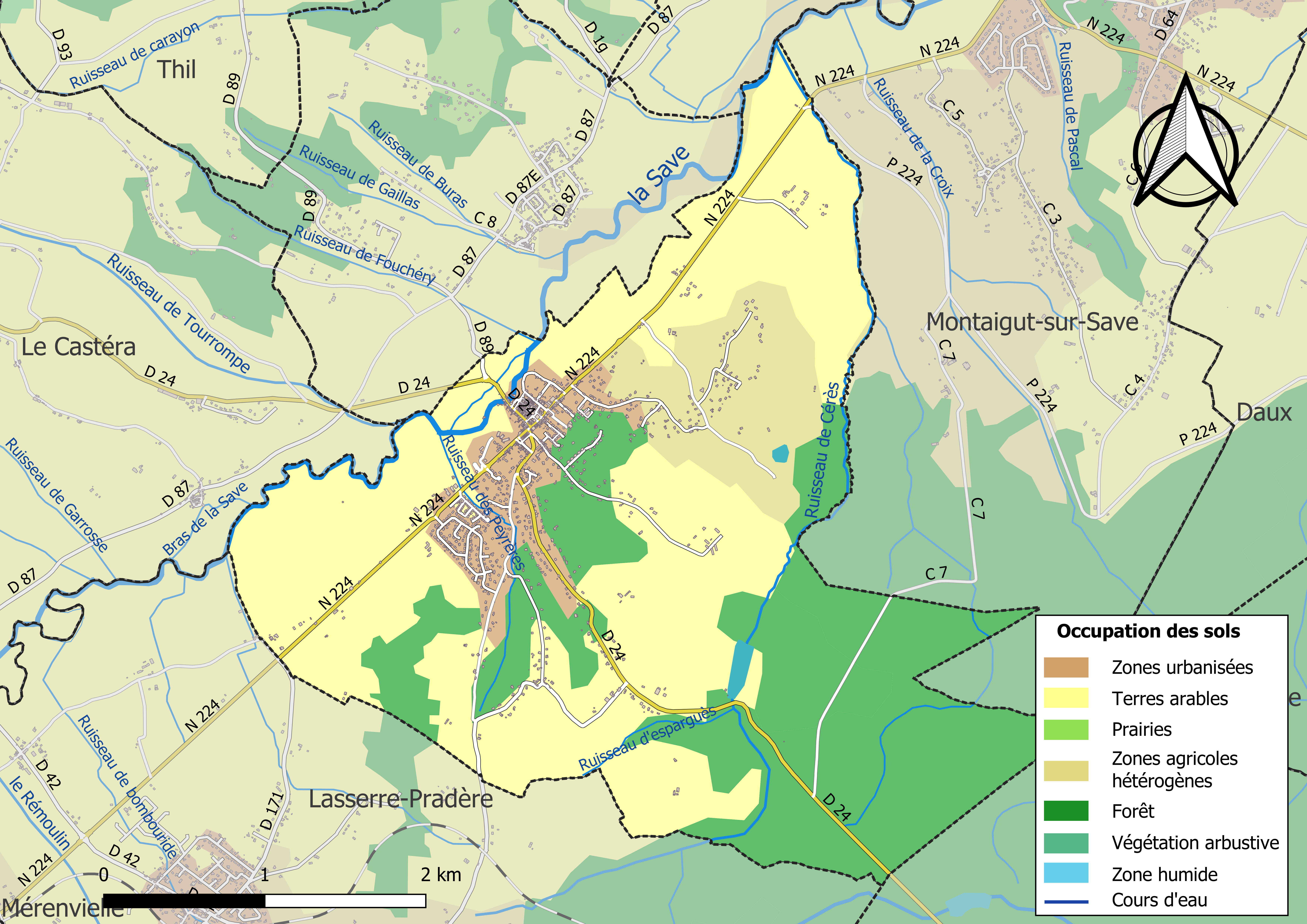
Carte des infrastructures et de l'occupation des sols de la commune en 2018 (CLC).

L'occupation des sols de la commune, telle qu'elle ressort de la base de données européenne d’occupation biophysique des sols Corine Land Cover (CLC), est marquée par l'importance des territoires agricoles (58,7 % en 2018), en diminution par rapport à 1990 (62,3 %). La répartition détaillée en 2018 est la suivante : 
terres arables (50,2 %), forêts (32,9 %), zones urbanisées (8,5 %), zones agricoles hétérogènes (8,5 %). L'évolution de l’occupation des sols de la commune et de ses infrastructures peut être observée sur les différentes représentations cartographiques du territoire : la carte de Cassini (XVIIIe siècle), la carte d'état-major (1820-1866) et les cartes ou photos aériennes de l'IGN pour la période actuelle (1950 à aujourd'hui).

### Voies de communication et transports
- Par la route : route nationale 224 et l'itinéraire à Grand Gabarit.
- Par le train : gare de Brax-Léguevin ou gare de Mérenvielle sur la ligne SNCF Toulouse - Auch.
- Par l'avion : l'aéroport Toulouse-Blagnac à 20 km.

La ligne 369 du réseau Arc-en-Ciel relie le centre de la commune à la gare routière de Toulouse depuis Lasserre-Pradère.

### Risques majeurs
Le territoire de la commune de Lévignac est vulnérable à différents aléas naturels : météorologiques (tempête, orage, neige, grand froid, canicule ou sécheresse), inondations, feux de forêts et séisme (sismicité très faible). Un site publié par le BRGM permet d'évaluer simplement et rapidement les risques d'un bien localisé soit par son adresse soit par le numéro de sa parcelle.
Certaines parties du territoire communal sont susceptibles d’être affectées par le risque d’inondation par débordement de cours d'eau, notamment la Save. La commune a été reconnue en état de catastrophe naturelle au titre des dommages causés par les inondations et coulées de boue survenues en 1982, 1988, 1993, 1999 et 2009,.
Un plan départemental de protection des forêts contre les incendies a été approuvé par arrêté préfectoral du 25 septembre 2006. Lévignac est exposée au risque de feu de forêt du fait de la présence sur son territoire du massif de Bouconne. Il est ainsi défendu aux propriétaires de la commune et à leurs ayants droit de porter ou d’allumer du feu dans l'intérieur et à une distance de 200 mètres des bois, forêts, plantations, reboisements ainsi que des landes. L’écobuage est également interdit, ainsi que les feux de type méchouis et barbecues, à l’exception de ceux prévus dans des installations fixes (non situées sous couvert d'arbres) constituant une dépendance d'habitation,.

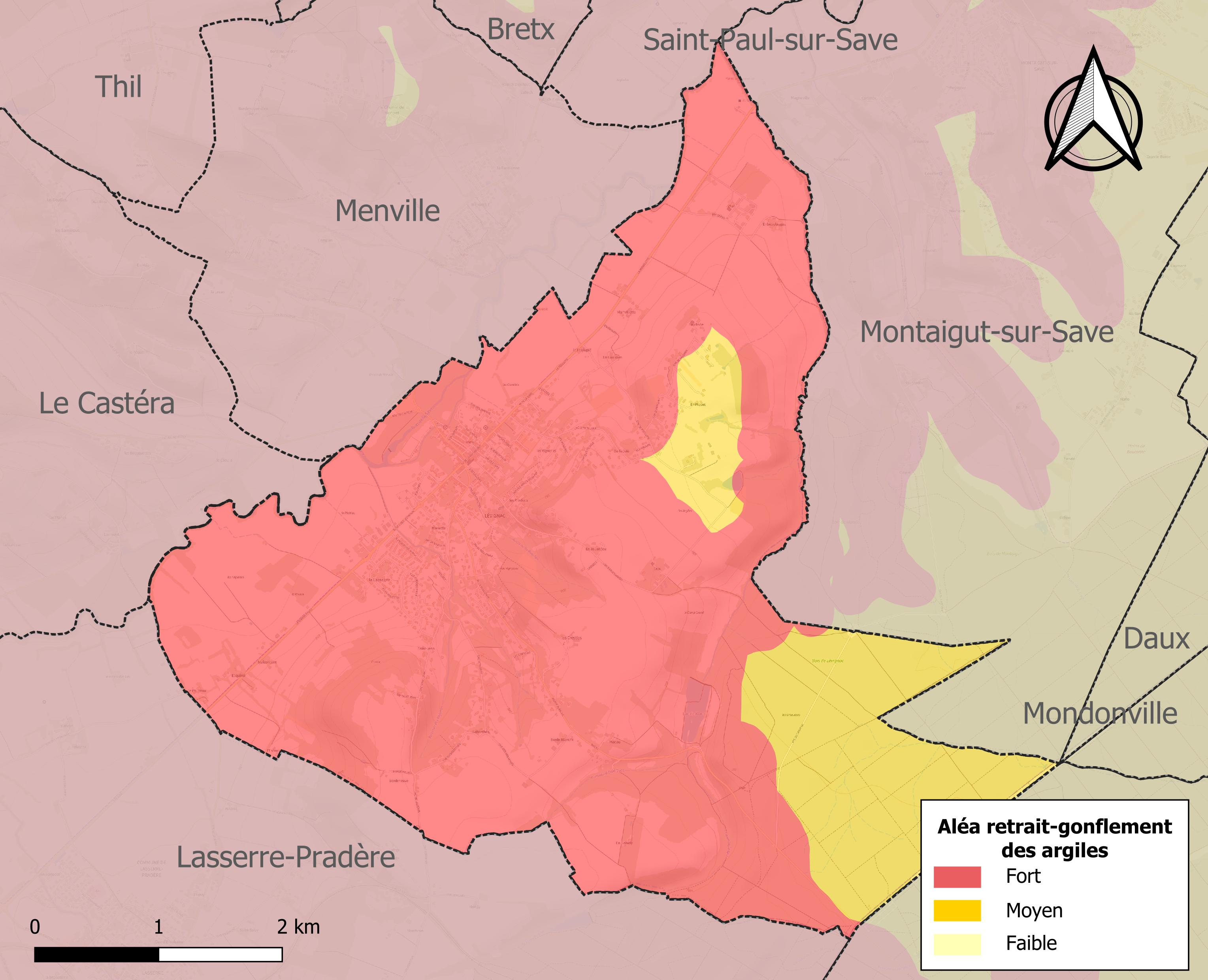
Carte des zones d'aléa retrait-gonflement des sols argileux de Lévignac.

Le retrait-gonflement des sols argileux est susceptible d'engendrer des dommages importants aux bâtiments en cas d’alternance de périodes de sécheresse et de pluie. La totalité de la commune est en aléa moyen ou fort (88,8 % au niveau départemental et 48,5 % au niveau national). Sur les 828 bâtiments dénombrés sur la commune en 2019, 828 sont en aléa moyen ou fort, soit 100 %, à comparer aux 98 % au niveau départemental et 54 % au niveau national. Une cartographie de l'exposition du territoire national au retrait gonflement des sols argileux est disponible sur le site du BRGM,.
Par ailleurs, afin de mieux appréhender le risque d’affaissement de terrain, l'inventaire national des cavités souterraines permet de localiser celles situées sur la commune.
Concernant les mouvements de terrains, la commune a été reconnue en état de catastrophe naturelle au titre des dommages causés par la sécheresse en 1989, 1991, 1998, 2002, 2003, 2011 et 2016 et par des mouvements de terrain en 1999.

## Histoire
Bien que des documents officiels soient disponibles, et retraçant de manière plus précise l'histoire de ce village, celui-ci s'est créé en raison de sa proximité avec la Save, et de son implant géographique, non loin de la forêt de Bouconne. Connu pour le chevalier Jean-Baptiste Dubarry, amant de Madame du Barry, ainsi que Louis XV. Dans ce village, il y a un château rénové qui constitue une trace de cet épisode tumultueux.
Le château de la Dubarry (ou du Barry, après sa liaison avec Louis XV, a appartenu à Gaston Monnerville, président du Sénat de la Quatrième République. Il est resté à l'abandon pendant des décennies. La Dubarry était très liée au marquis de Cossé-Brissac, membre (à vérifier) du Club de l'hôtel de Massiac. Ce club militait à la Convention contre l'abolition de l'esclavage. Il recrutait logiquement, chez les planteurs des Antilles, Guadeloupe et Haïti jusqu'à l'insurrection dirigée par Toussaint-Louverture. Il n'est donc pas étonnant que le mari (Du Barry) réexpédié par Louis XV à Lévignac, avec une pension pour le remercier d'avoir servi de royal et officiel cocu, soit parti se faire oublier aux Antilles où il a fait souche jusqu'à ce jour. La famille Saint Laurens qui occupait le château familial sur la route de l'Isle Jourdain, est restée sans héritier (à vérifier) relativement désargentée mais vivant « noblement » (sans travailler, comme la noblesse de l'Ancien Régime) cette gentilhommière ne comptait plus, dans les années 1950 que deux ou trois pièces habitables, mais les deux portes étaient encore utilisables. Le portail qui permettait à la calèche d'entrer et sortir menait jusqu'à la Save par une allée de tilleuls taillés en boule. La destruction, dans les années 1960, de la ligne SNCF qui partait de la Gare Roguet, à Toulouse, devenue gare routière, est une probable raison des embouteillages du périphérique de Toulouse : elle aboutissait à l'actuelle gare à l'entrée de Lévignac.

L'histoire précise du maquis de la forêt de Bouconne reste à écrire ainsi que le rôle joué par Druillet, chef de la Milice à Auch, dans ce secteur. 

### Héraldique
| Lévignac-sur-Save | Son blasonnement est : De gueules au cep de vigne au naturel posé sur une terrasse d'or. |

## Politique et administration

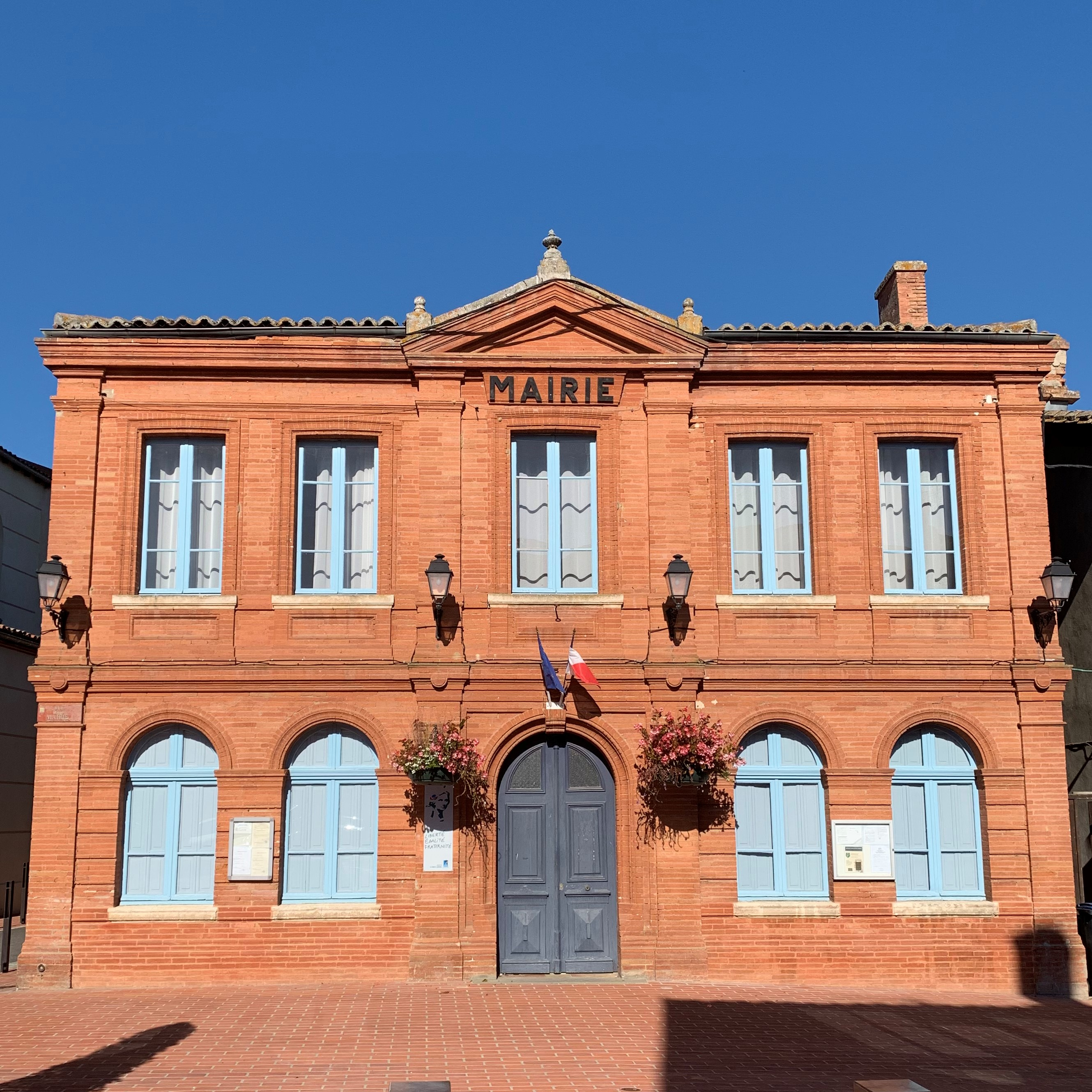
La mairie.

### Administration municipale
Le nombre d'habitants au recensement de 2017 étant compris entre 1 500 habitants et 2 499 habitants, le nombre de membres du conseil municipal pour l'élection de 2020 est de dix-neuf,.

### Rattachements administratifs et électoraux
Commune faisant partie de la sixième circonscription de la Haute-Garonne, du Grand Ouest Toulousain Agglomération et du canton de Léguevin.

### Liste des maires
La population de Lévignac étant en constante augmentation du fait de la proximité avec Toulouse et notamment la proximité (10–15 km) des sites de construction d'Airbus Industrie, dont la zone AéroConstellation.

## Population et société

### Démographie
L'évolution du nombre d'habitants est connue à travers les recensements de la population effectués dans la commune depuis 1793. Pour les communes de moins de 10 000 habitants, une enquête de recensement portant sur toute la population est réalisée tous les cinq ans, les populations de référence des années intermédiaires étant quant à elles estimées par interpolation ou extrapolation. Pour la commune, le premier recensement exhaustif entrant dans le cadre du nouveau dispositif a été réalisé en 2007.

En 2022, la commune comptait 2 206 habitants, en évolution de +6,72 % par rapport à 2016 (Haute-Garonne : +8,02 %, France hors Mayotte : +2,11 %).
| 1793 | 1800 | 1806 | 1821 | 1831 | 1836 | 1841 | 1846 | 1851  |
| ---- | ---- | ---- | ---- | ---- | ---- | ---- | ---- | ----- |
| 866  | 705  | 753  | 748  | 837  | 829  | 950  | 998  | 1 003 |

| 1856 | 1861 | 1866 | 1872 | 1876 | 1881 | 1886 | 1891 | 1896 |
| ---- | ---- | ---- | ---- | ---- | ---- | ---- | ---- | ---- |
| 843  | 813  | 827  | 868  | 875  | 845  | 822  | 794  | 748  |

| 1901 | 1906 | 1911 | 1921 | 1926 | 1931 | 1936 | 1946 | 1954 |
| ---- | ---- | ---- | ---- | ---- | ---- | ---- | ---- | ---- |
| 737  | 690  | 660  | 567  | 639  | 626  | 636  | 642  | 625  |

| 1962 | 1968 | 1975 | 1982  | 1990  | 1999  | 2006  | 2007  | 2012  |
| ---- | ---- | ---- | ----- | ----- | ----- | ----- | ----- | ----- |
| 668  | 748  | 886  | 1 080 | 1 400 | 1 624 | 1 885 | 1 921 | 1 963 |

| 2017  | 2022  | - | - | - | - | - | - | - |
| ----- | ----- | - | - | - | - | - | - | - |
| 2 113 | 2 206 | - | - | - | - | - | - | - |

| selon la population municipale des années : | 1968 | 1975 | 1982 | 1990 | 1999 | 2006 | 2009 | 2013 |
| Rang de la commune dans le département      | 101  | 117  | 102  | 94   | 94   | 99   | 96   | 105  |
| Nombre de communes du département           | 592  | 582  | 586  | 588  | 588  | 588  | 589  | 589  |

## Économie

### Revenus
En 2018  (données Insee publiées en septembre 2021), la commune compte 854 ménages fiscaux, regroupant 2 142 personnes. La médiane du revenu disponible par unité de consommation est de 25 870 € (23 140 € dans le département). 62 % des ménages fiscaux sont imposés (55,3 % dans le département).

### Emploi
|                | 2008  | 2013  | 2018  |
| -------------- | ----- | ----- | ----- |
| Commune        | 6,3 % | 6,7 % | 7 %   |
| Département    | 7,7 % | 9,6 % | 9,3 % |
| France entière | 8,3 % | 10 %  | 10 %  |

En 2018, la population âgée de 15 à 64 ans s'élève à 1 320 personnes, parmi lesquelles on compte 79,3 % d'actifs (72,4 % ayant un emploi et 7 % de chômeurs) et 20,7 % d'inactifs,. Depuis 2008, le taux de chômage communal (au sens du recensement) des 15-64 ans est inférieur à celui de la France et du département.
La commune fait partie de la couronne de l'aire d'attraction de Toulouse, du fait qu'au moins 15 % des actifs travaillent dans le pôle,. Elle compte 362 emplois en 2018, contre 309 en 2013 et 354 en 2008. Le nombre d'actifs ayant un emploi résidant dans la commune est de 964, soit un indicateur de concentration d'emploi de 37,5 % et un taux d'activité parmi les 15 ans ou plus de 64,3 %.
Sur ces 964 actifs de 15 ans ou plus ayant un emploi, 174 travaillent dans la commune, soit 18 % des habitants. Pour se rendre au travail, 88,1 % des habitants utilisent un véhicule personnel ou de fonction à quatre roues, 2,1 % les transports en commun, 5,5 % s'y rendent en deux-roues, à vélo ou à pied et 4,4 % n'ont pas besoin de transport (travail au domicile).

### Activités hors agriculture

#### Secteurs d'activités
186 établissements sont implantés  à Lévignac au 31 décembre 2019. Le tableau ci-dessous en détaille le nombre par secteur d'activité et compare les ratios avec ceux du département,.
| Secteur d'activité                                                                                        | Commune | Commune | Département |
| Secteur d'activité                                                                                        | Nombre  | %       | %           |
| --- | ------- | ------- | ----------- |
| Ensemble                                                                                                  | 186     | 100 %   | (100 %)     |
| Industrie manufacturière, industries extractives et autres                                                | 7       | 3,8 %   | (5,7 %)     |
| Construction                                                                                              | 20      | 10,8 %  | (12 %)      |
| Commerce de gros et de détail, transports, hébergement et restauration                                    | 50      | 26,9 %  | (25,9 %)    |
| Information et communication                                                                              | 6       | 3,2 %   | (4,1 %)     |
| Activités financières et d'assurance                                                                      | 3       | 1,6 %   | (3,8 %)     |
| Activités immobilières                                                                                    | 10      | 5,4 %   | (4,2 %)     |
| Activités spécialisées, scientifiques et techniques et activités de services administratifs et de soutien | 34      | 18,3 %  | (19,8 %)    |
| Administration publique, enseignement, santé humaine et action sociale                                    | 40      | 21,5 %  | (16,6 %)    |
| Autres activités de services                                                                              | 16      | 8,6 %   | (7,9 %)     |

Le secteur du commerce de gros et de détail, des transports, de l'hébergement et de la restauration est prépondérant sur la commune puisqu'il représente 26,9 % du nombre total d'établissements de la commune (50 sur les 186 entreprises implantées  à Lévignac), contre 25,9 % au niveau départemental.

#### Entreprises et commerces
Les cinq entreprises ayant leur siège social sur le territoire communal qui génèrent le plus de chiffre d'affaires en 2020 sont : 
- Ajuda Services A La Personne, aide à domicile (264 k€)
- Chez Daniel, commerce de détail de viandes et de produits à base de viande en magasin spécialisé (254 k€)
- Dany, hôtels et hébergement similaire (160 k€)
- Pizza Vera, restauration de type rapide (109 k€)
- Micro Eveil, commerce de détail d'ordinateurs, d'unités périphériques et de logiciels en magasin spécialisé (86 k€)

L'agriculture basée sur la culture de céréales (maïs, blé…) a encore une place importante mais tend à diminuer en faveur de zones résidentielles liées à la proximité de l'agglomération toulousaine.
L'artisanat ainsi que le commerce y sont bien représentés.
Récemment traversé par l'Itinéraire à Grand Gabarit (IGG), chargé de transporter les morceaux de l'A380.

### Agriculture
|               | 1988 | 2000 | 2010 | 2020 |
| ------------- | ---- | ---- | ---- | ---- |
| Exploitations | 18   | 12   | 12   | 9    |
| SAU (ha)      | 657  | 694  | 912  | 803  |

La commune est dans les « Coteaux du Gers », une petite région agricole occupant une partie nord-ouest du département de la Haute-Garonne, caractérisée par une succession de coteaux peu accidentés, les surfaces cultivées étant entièrement dévolues aux grandes cultures. En 2020, l'orientation technico-économique de l'agriculture  sur la commune est la culture de céréales et/ou d'oléoprotéagineuses. Neuf exploitations agricoles ayant leur siège dans la commune sont dénombrées lors du recensement agricole de 2020 (18 en 1988). La superficie agricole utilisée est de 803 ha,,.

## Vie locale

### Services publics
Centre social. Salle d'activité.

### Enseignement
École primaire Claude-Nougaro, école maternelle Jean-Moulin.

### Activités sportives
Skate Park, terrains de football, terrains de tennis, pétanque avec boulodrome, danse, karaté.

### Culture
Bibliothèque municipale, présence de la radio, Radio de la Save (102,8 FM).
Marché sous la halle tous les vendredis matin.
La vie locale est animée par de multiples associations lévignacaises. Le comité des fêtes organise à travers l'année de multiples évènements comme le vin nouveau, la guinguette ou la Fête de Lévignac.

### Écologie et recyclage
La collecte et le traitement des déchets des ménages et des déchets assimilés ainsi que la protection et la mise en valeur de l'environnement se font dans le cadre de Le Grand Ouest Toulousain Agglomération.

## Culture locale et patrimoine

### Lieux et monuments
- L'église Saint-Maur, du XIIIe siècle[43]. En 2018 et 2019, les façades et la toiture ont été restaurés par la commune avec l'aide de la Fondation du patrimoine. L'orgue Puget, datant de 1848, a aussi été révisé[44].
- Maison du Barry.
- Halle de 1830.
- Moulin.
- Pigeonnier.
- L'ancienne gare, devenue bibliothèque et centre musical.
- L'ancienne école primaire.
- La tour du télégraphe Chappe dans la forêt de Bouconne, restaurée en 1994.
- La présence du lieu-dit "Les Chrestias" à l'écart de l'agglomération laisse supposer qu'il y avait là une communauté de Cagots.

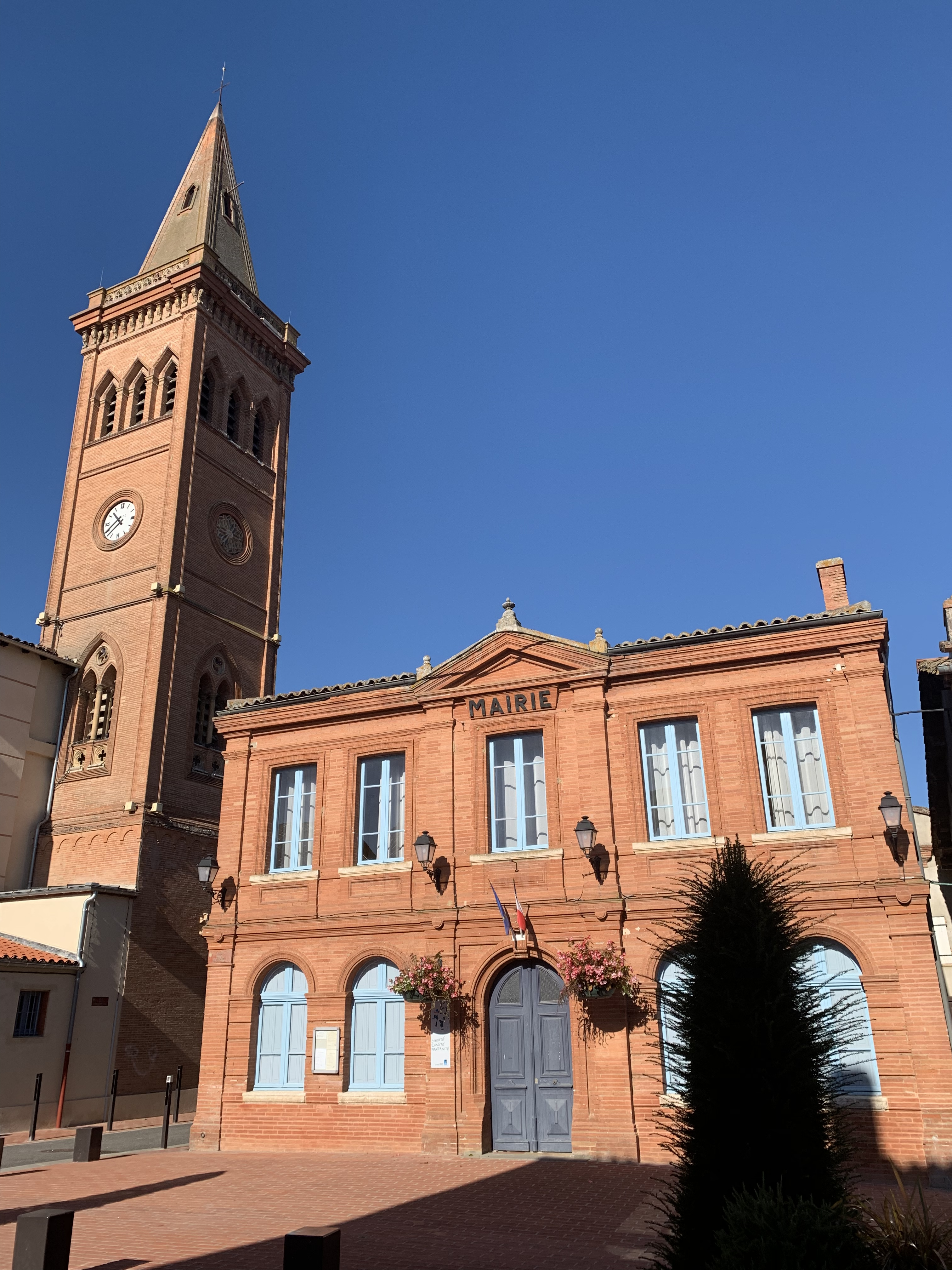
Mairie et église.
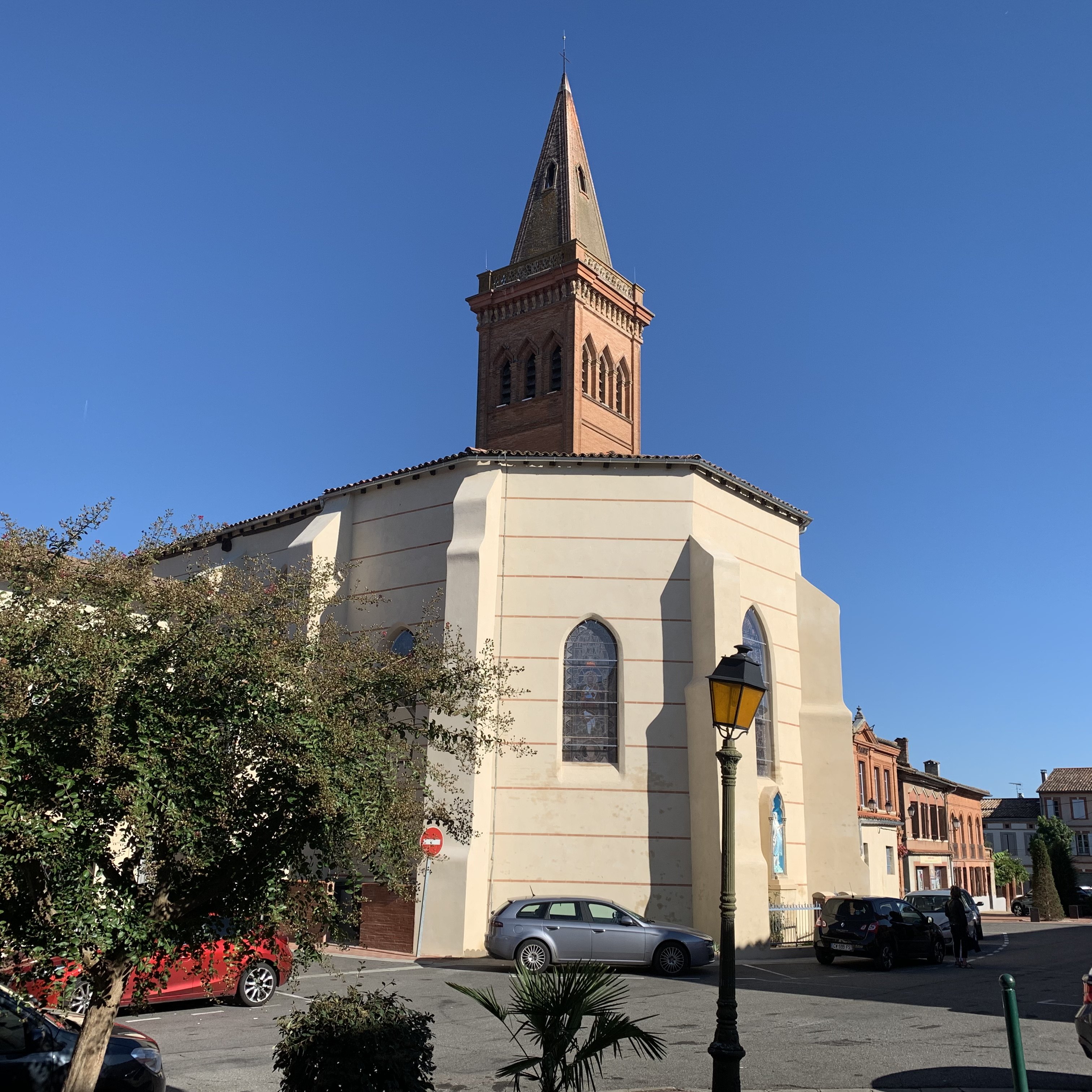
Église Saint-Maur.
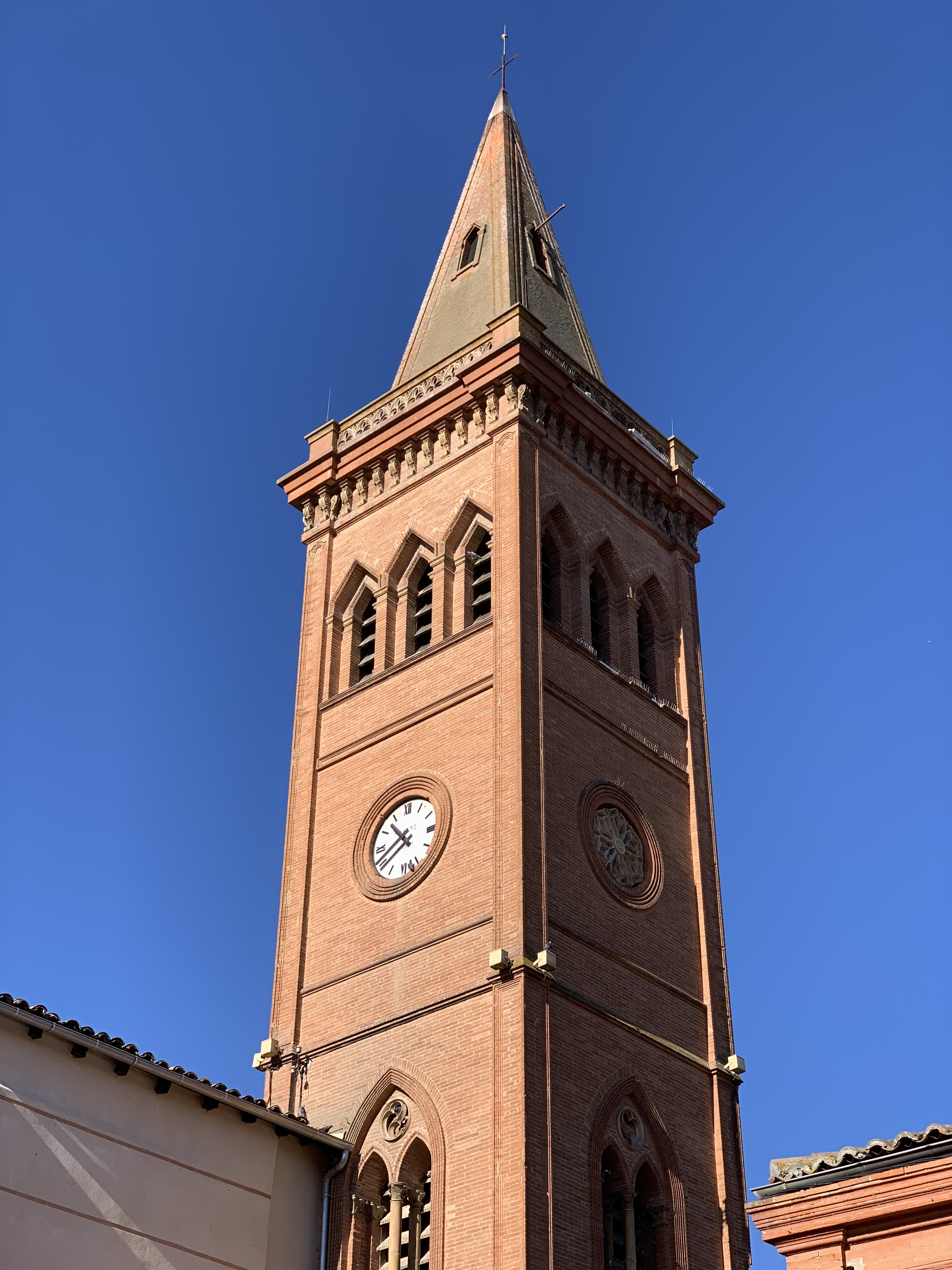
Clocher de l'église.
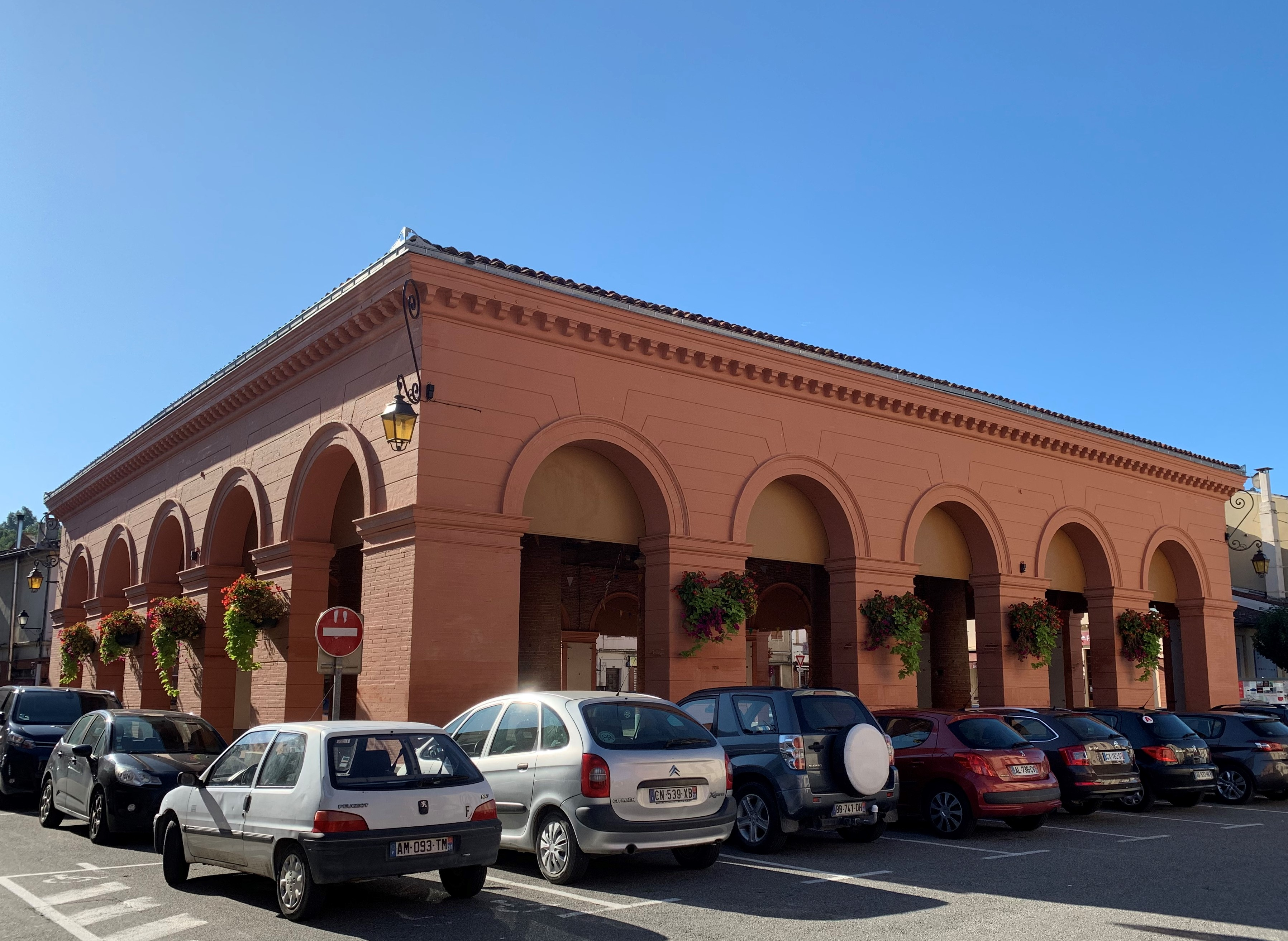
Halle de 1830.
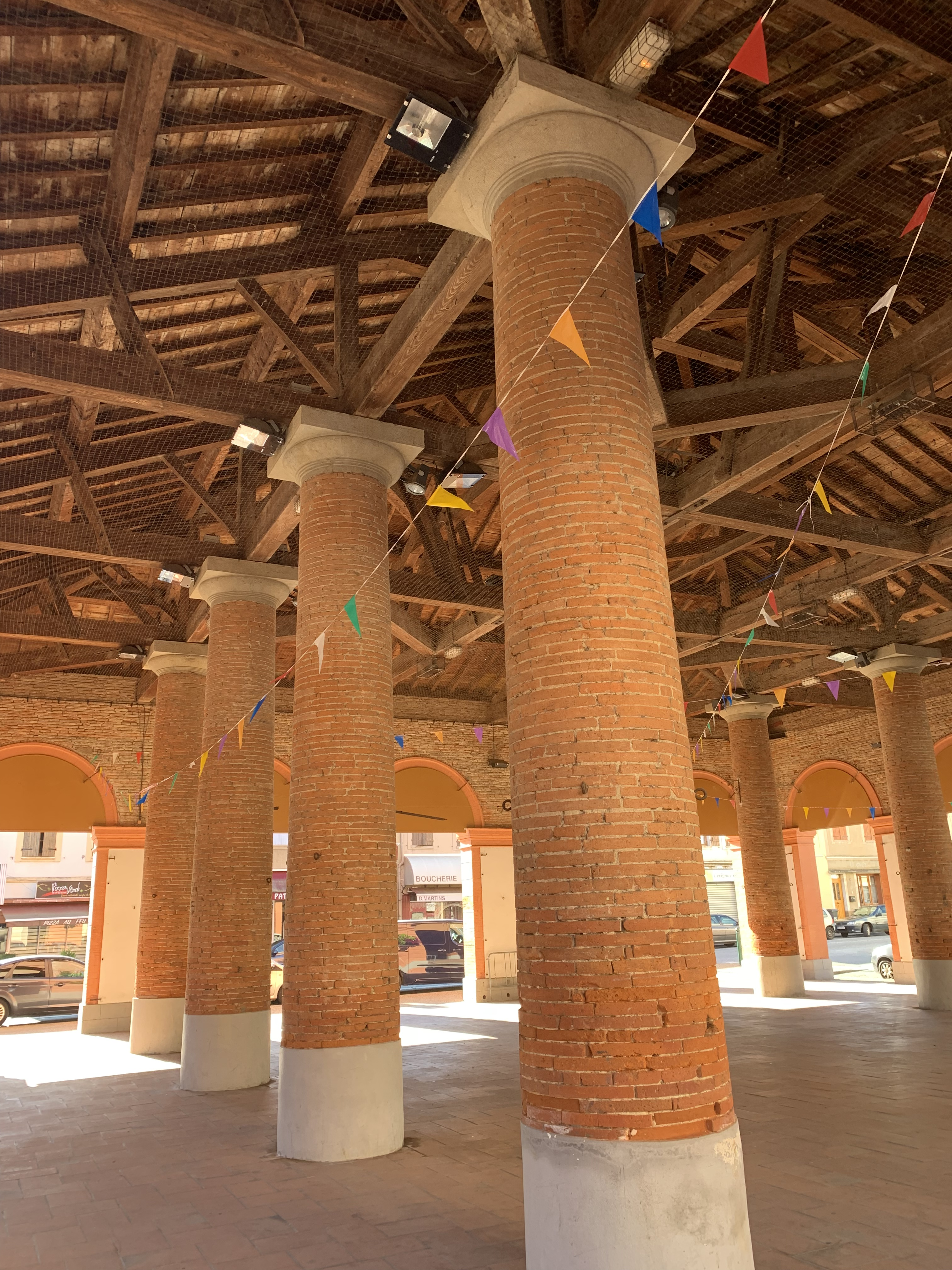
Piliers et charpente de la halle.
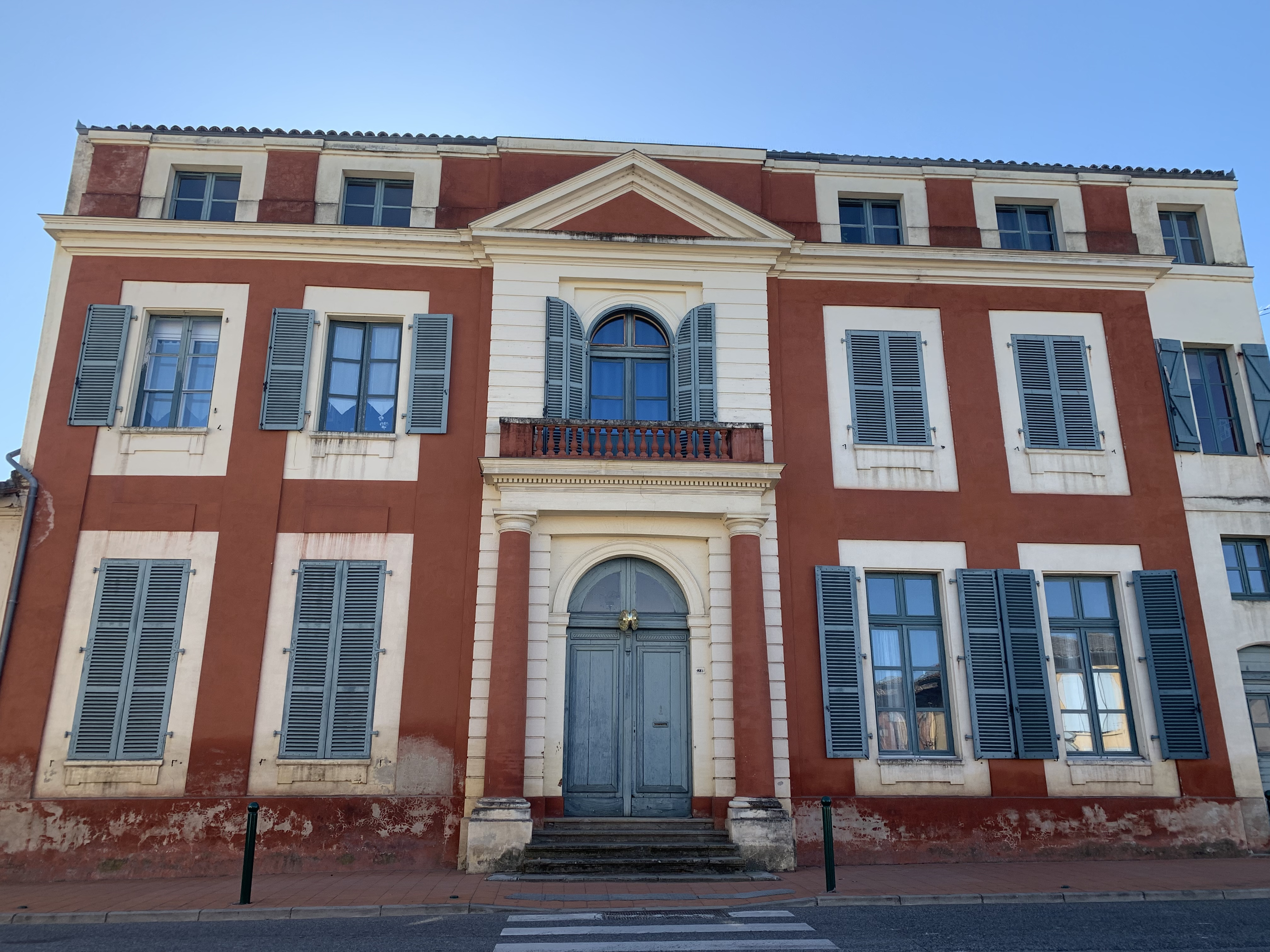
Façade de la maison du Barry.
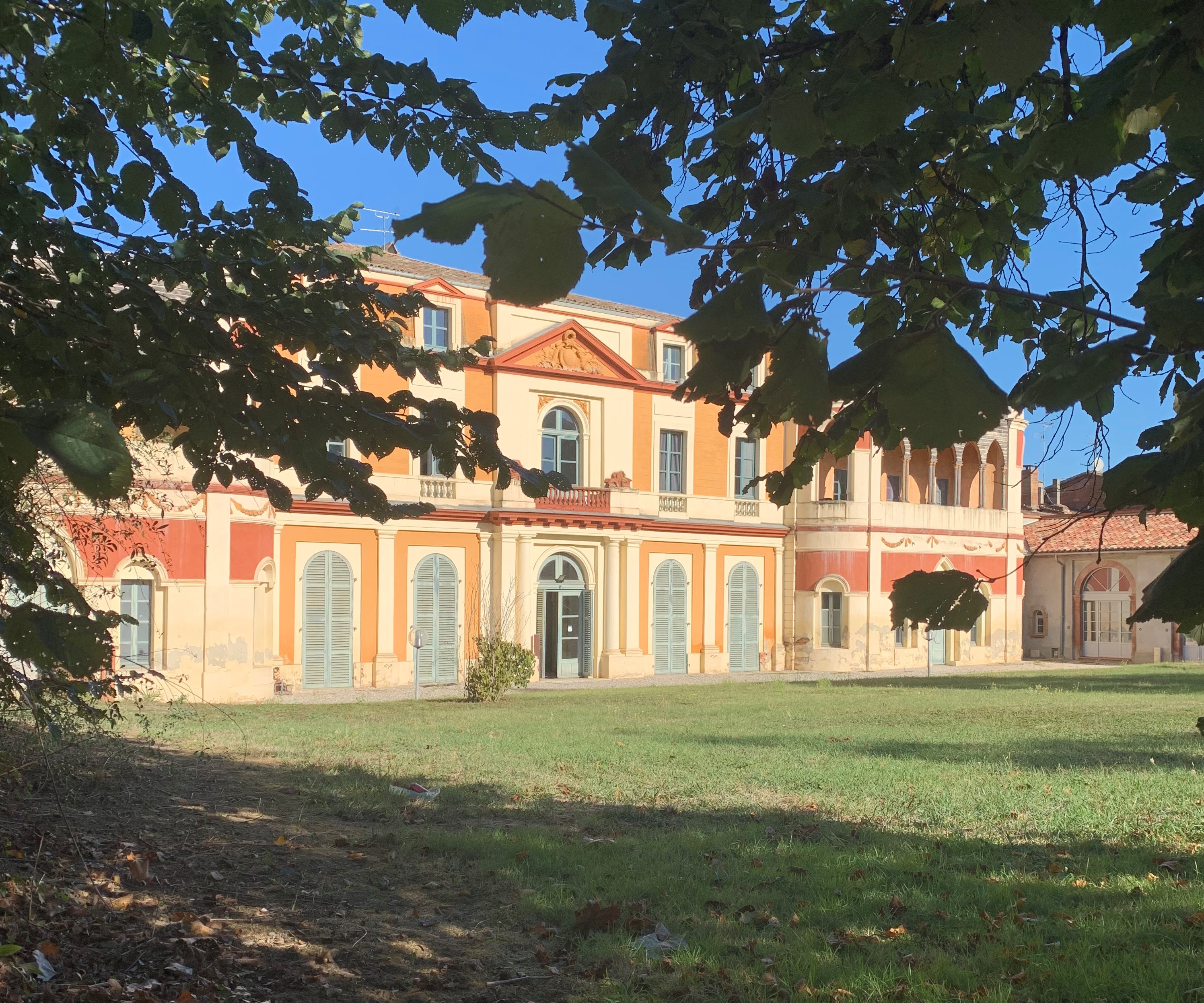
Maison du Barry, côté jardin.
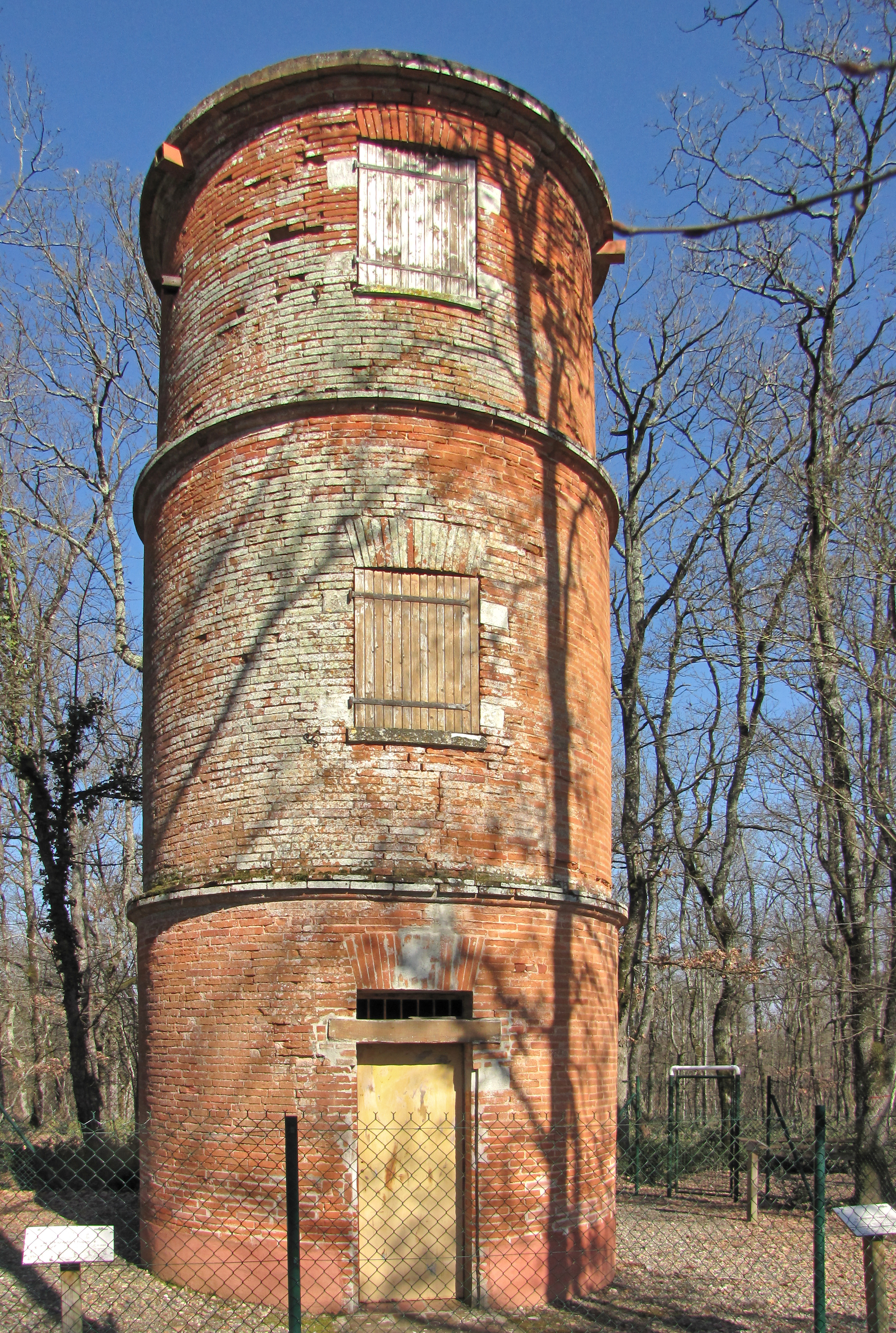
Tour du télégraphe Chappe.
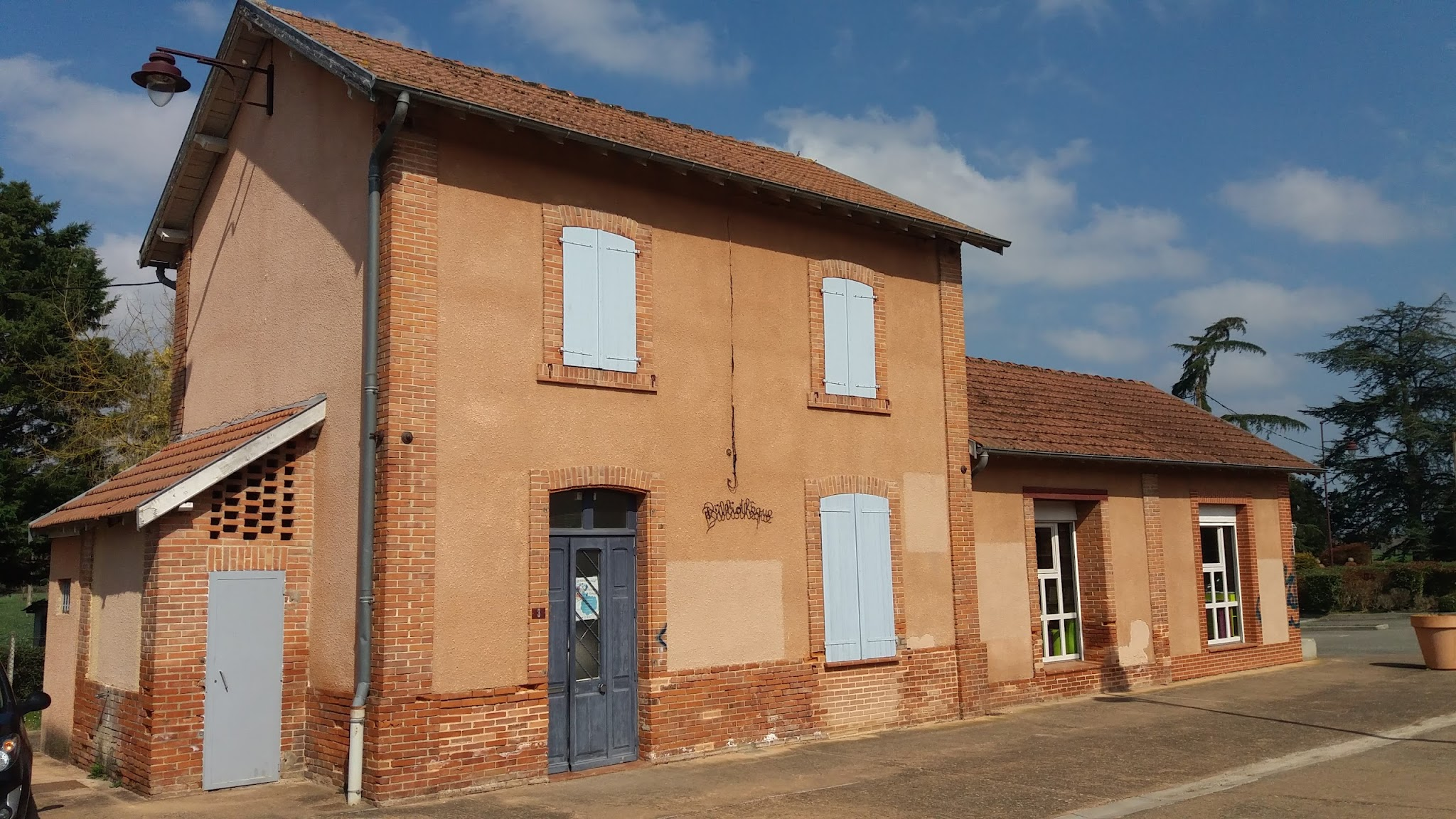
Ancienne gare de Lévignac transformée en médiathèque

### Personnalités liées à la commune
- Le comte Guillaume Dubarry
- Madame du Barry
- Le comte Jean Dubarry
- Louis XV
- Monique Iborra
- Alaixys Romao
- Adrien Recurt (décédé dans la commune)

## Pour approfondir